# 麥寶嬋
麥寶嬋（英語：Bow-sim Mark，1942年—），廣東人，在廣東省臺山市出生；是華裔武術家，現居美國。為演員甄子丹和甄子菁的母親。

## 生平
出生於廣東台山都斛镇银塘村，自幼習武，先後師從傅永辉和李天驥。
1975年，與丈夫甄云龙移居美國波士顿，並於同年開館授徒，其武館名為「中国武术研究所」，當時曾一度遭到當地其他武館的排擠。1986年起，她在波士顿大学體育系擔任武術老師有十七年之久，教學生武術和太極拳。1992年，應邀在哈佛大学戲劇系授课。曾將武術和傳統戲曲結合為武術劇，把武当剑配上“阳关三叠”音乐成為武當劍舞，又將太極拳和丝带舞融合為太極彩带舞。1995年於波士頓成立麦宝婵太极武艺协会。

## 榮譽
- 1984年，获得第一届国际太极拳（剑）比赛金奖[6]。
- 1995年，被《黑帶》雜誌評為年度武艺家[6]。
- 2000年，被《内家功夫（英语：Inside Kung Fu）》雜誌评为20世纪影响最大的一百位武术名家之一[6]。
- 2004年，獲全美女子武术协会颁予“2004年杰出奖”[6]。
- 曾被《黑帶》雜誌評為20世紀最有影響力的武術家之一[7][8]。

## 家庭
其丈夫甄云龙是《星島日報》的波士顿编辑。兒子甄子丹與女兒甄子菁從小隨母習武，後來都成為演員。甄子丹曾在受訪時表示：「大家都知道甄子丹很能打，但是他們不知道我母親更能打。」
2014年7月，甄云龙與麥寶嬋夫妻慶祝金婚紀念日，波士頓市議員提多·傑克森當場宣布將2014年7月17日定名为「波士顿甄氏夫妇日」。